# Maria Luísa de Leiningen-Falkenburg-Dagsburg
Maria Luísa Albertina de Leiningen-Falkenburg-Dagsburg (Obrigheim, 16 de março de 1729 — Neustrelitz,11 de março de 1818) foi herdeira do baronato de Broich e condessa de Hesse-Darmstadt por casamento. Era avó da rainha Luísa da Prússia.

## Família
Maria Luísa foi a mais velha das duas filhas do conde Cristiano Carlos de Leiningen-Dachsburg-Falkenburg-Heidesheim e da condessa Catarina Polyxena de Solms-Rödelheim. Os seus avós paternos eram o conde João Carlos de Leiningen-Dachsburg-Falkenburg-Heidesheim e a condessa Joana Madalena de Hanau-Lichtenberg. Os seus avós maternos eram o conde Luís de Solms-Rödelheim e a condessa Carlota Sibila de Ahlefeld.

## Vida
Após a morte do pai, Maria Luísa passou a ser a herdeira legítima do baronato de Broich e, com a ajuda do arquitecto Nicolas de Pigage, começou a renovação e aumento do Castelo de Broich. Em 1806, o governo de Broich foi dissolvido por Napoleão Bonaparte e, em 1815, o território foi anexado ao Reino da Prússia.
No dia 16 de março de 1748, Maria Luísa casou-se com o príncipe Jorge Guilherme de Hesse-Darmstadt, irmão de Luís IX, Conde de Hesse-Darmstadt em Heidesheim am Rhein. Como Luís IX passava grande parte do seu tempo em Pirmasens, Maria sentiu-se obrigada, após a morte da sua cunhada, a condessa consorte Carolina do Palatinado-Zweibrücken, em 1774, a representar o estado na capital de Darmstadt.
Duas das suas filhas, Frederica e Carlota, foram a primeira e a segunda esposa do príncipe Carlos II de Mecklemburgo-Strelitz e ambas morreram ao dar à luz. Carlos terminou o seu serviço como governador-general de Hanôver e mudou-se com os seus filhos para a casa da sogra em Darmstadt. Maria era já viúva desde 1782 e teve todo o prazer em encarregar-se da educação e do cuidado dos seus netos.
Carlota, a neta mais velha, não se mudou com o pai para Darmstadt porque aos dezasseis anos já se tinha casado com Frederico, Duque de Saxe-Altemburgo. Carlos visitava os seus dois filhos com frequência e acabou por se mudar para Hildburghausen com a sua filha mais velha em 1787 depois de se tornar um membro da comissão de débito local. Assim, Maria educou principalmente Luísa, Teresa e Frederica a quem garantiu uma casa segura e muito informal no velho palácio na praça do mercado em Darmstadt.

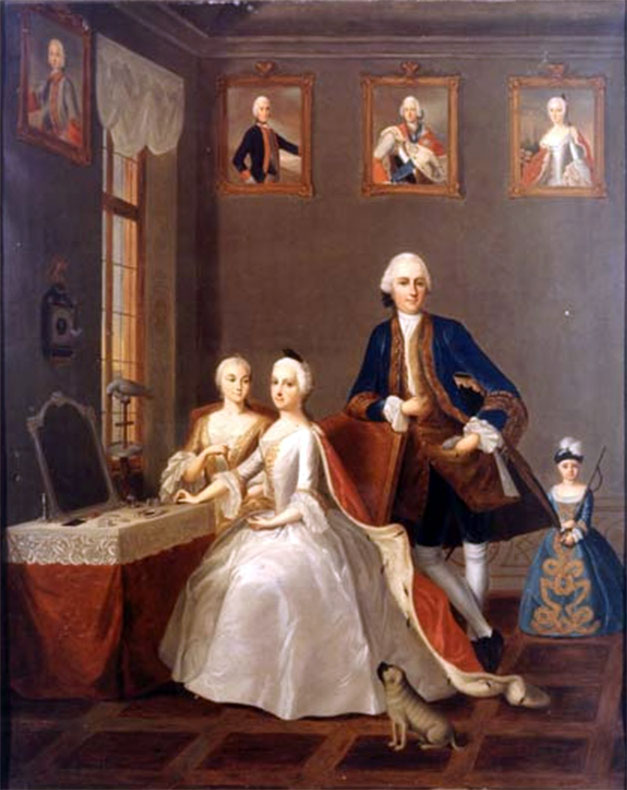
Maria Luísa com o marido Jorge Guilherme e as filhas Frederica e Augusta.

Em 1790, Maria viajou com Luísa, Frederica e Jorge até Frankfurt para assistir à coroação do imperador Leopoldo II e ficou alojada em casa de Katharina Elisabeth Goethe (mãe do famoso poeta). Em 1791, juntou-se a uma viagem educacional pelos Países Baixos. Em 1792, fugiu do seu palácio devido ao avanço das tropas francesas e levou os netos que viviam consigo para casa da sua neta mais velha, Carlota, em Hildburghausen onde permaneceram até março de 1793. Quando regressaram a Darmstadt fizeram um desvio propositado a Frankfurt onde a princesa Luísa conheceu o seu futuro marido, o rei Frederico Guilherme III da Prússia, pela primeira vez. Em 1793 acompanhou as suas duas netas, Luísa e Frederica, a Berlim para os seus casamentos.
Maria Luísa foi descrita como uma pessoa extraordinária, carinhosa, sempre alegre e que falava quase sempre no dialecto do Palatinado. A educação carinhosa que deu aos seus netos fez com que estes se tornassem muito parecidos com ela.

## Descendência
Maria Luísa teve nove filhos:
- Luís Jorge de Hesse-Darmstadt(1749-1823), casado com a baronesa Friederike Schmidt de Hessenheim.
- Jorge Frederico de Hesse-Darmstadt (1750)
- Frederica de Hesse-Darmstadt (20 de agosto de 1752 - 22 de maio de 1782), casada com Carlos II, Grão-Duque de Mecklemburgo-Strelitz; com descendência.
- Jorge Carlos de Hesse-Darmstadt (14 de junho de 1754 - 28 de janeiro de 1830), registos sobre possível casamento e descendência destruídos.
- Carlota Guilhermina de Hesse-Darmstadt (5 de novembro de 1755 - 12 de dezembro de 1785), casada com Carlos II, Grão-Duque de Mecklemburgo-Strelitz; com descendência.
- Carlos Jorge de Hesse-Darmstadt (1757-1797)
- Frederico Jorge de Hesse-Darmstadt (1759-1808), casado com a baronesa Karoline Luise Seitz de Friedrich
- Luísa de Hesse-Darmstadt (15 de fevereiro de 1761 - 24 de outubro de 1829), casada com Luís I, Grão-Duque de Hesse; com descendência.
- Augusta Guilhermina de Hesse-Darmstadt (14 de abril de 1765 - 30 de março de 1796), casada com o rei Maximiliano I José da Baviera; com descendência.